# Liste der Staatsoberhäupter 722
Übersicht
◄◄ | ◄ | 718 | 719 | 720 | 721 | Liste der Staatsoberhäupter 722 | 723 | 724 | 725 | 726 | ► | ►►

Weitere Ereignisse

## Amerika
- Maya
  - Copán
    - Herrscher: Waxaklajuun Ub’aah K’awiil (695–738)

  - Palenque
    - Herrscher: K'inich Ahkal Mo' Nahb III. (721–738)

  - Tikal
    - Herrscher: Jasaw Chan K’awiil I. (682–734)

## Asien
- Bagan
  - König: Myinkywe (716–726)

- China
  - Kaiser: Tang Xuanzong (712–756)

- Iberien (Kartlien)
  - König: Guaram III. (692–748)

- Indien
  - Chalukya
    - König: Vijayaditya (696–733)

  - Östliche Chalukya
    - König: Vishnuvardhana III. (719–755)

  - Pallava
    - König: Nandi Varman II. (710–775)

  - Pandya
    - König: Kochadaiyan Ranadhiran (710–735)

- Japan
  - Kaiserin: Genshō (715–724)

- Kaschmir
  - König: Tarapida (719–723)

- Reich der Kök-Türken
  - Herrscher: Bilge Khan (716–734)

- Korea
  - Balhae
    - König: Kwangjong Mu (719–738)

  - Silla
    - König: Seongdeok (702–737)

- Kalifat der Muslime
  - Kalif: Yazid II. (720–724)

- Tibet
  - König: Thride Tsugten (704–755)

## Europa
- Bulgarien
  - Khan: Kormesij (721–738)

- Byzantinisches Reich
  - Kaiser: Leo III. (717–741)

- England (Heptarchie) 
  - East Anglia
    - König: Ælfwald (713–749)

  - Essex
    - König: Swæfberht (709–738)

  - Kent
    - König: Wihtred (691–725)

  - Mercia
    - König: Æthelbald (716–757)

  - Northumbria
    - König: Osric (718–729)

  - Wessex
    - König: Ine (688–726)

- Fränkisches Reich
  - König: Theuderich IV. (721–737)
  - Hausmeier: Karl Martell (717–741)

- Italien
  - Langobardenreich
    - König: Liutprand (712–744)
      - Autonome langobardische Herzogtümer:
      - Herzog von Benevent: Romuald II. (706–731)
      - Herzog des Friaul: Pemmo (706–739)
      - Herzog von Spoleto: Transamund II. (720–739)

  - Venedig
    - Magister militum: Marcello Tegalliano (717–726)

- Schottland
  - Dalriada
    - König: Selbach (700–723)

  - Strathclyde
    - König: Beli II. (694–722)
    - König: Teudebur (722–752)

  - Pikten
    - König: Nechtan mac Derile (706–724)

- Spanien
  - Asturien
    - König: Pelagius (718–737)

  - Al-Andalus
    - Statthalter des Umayyaden-Kalifs: Anbasa ibn Suhaym al-Kalbi (721–726)

- Wales
  - Gwynedd
    - König: Rhodri Molwynog ap Idwal (720–754)

## Religiöse Führer
- Papst: Gregor II. (715–731)
- Patriarch von Konstantinopel: Germanos I. (715–730)